# Tan Siew Sin
Tun Tan Siew Sin (* 21. Mai 1916 in Malakka; † 17. März 1988 in Kuala Lumpur) war erster Finanzminister Malaysias und Vorsitzender der Malaysian Chinese Association (MCA). Er ist der einzige Sohn ihres Gründers Tan Cheng Lock und übernahm nach dessen Tod im Jahr 1960 von November 1961 bis April 1974 die Führung der Partei.

## Leben
1939 beendete er sein Jurastudium in London und kehrte nach Malaya zurück. Danach kümmerte er sich zunächst um das Plantagengeschäft der Familie.
Von 1941 bis 1945 arbeitete er für den britischen Informationsdienst in Indien und gründete dort zusammen mit seinem Vater die Overseas Chinese Society.
Nachdem Cheah Toon Lock nicht für die Wiederwahl zum Vorsitzenden der MCA kandidierte, übernahm Tan Siew Sin am 10. November 1960 die Führung der Partei. Bereits 1959 wurde er Finanzminister.
Am 8. April 1974 trat er aus gesundheitlichen Gründen als Vorsitzender der MCA und Finanzminister zurück. Nach seinem Rücktritt wurde er Berater der Regierung in Wirtschaftsfragen und Vorsitzender von Sime Darby Berhad.
| Personendaten    | Personendaten                   |
| ---------------- | ------------------------------- |
| NAME             | Tan, Siew Sin                   |
| ALTERNATIVNAMEN  | Tun Tan, Siew Sin               |
| KURZBESCHREIBUNG | erster Finanzminister Malaysias |
| GEBURTSDATUM     | 21. Mai 1916                    |
| GEBURTSORT       | Malakka                         |
| STERBEDATUM      | 17. März 1988                   |
| STERBEORT        | Kuala Lumpur                    |